# Syrista parreyssii
Syrista parreyssii är en stekelart som först beskrevs av Maximilian Spinola 1843.  Syrista parreyssii ingår i släktet Syrista, och familjen halmsteklar. Arten har ej påträffats i Sverige.